# Kék cinege
A kék cinege, sokszor becézően kékcinke (Cyanistes caeruleus) a verébalakúak (Passeriformes) rendjébe, ezen belül a cinegefélék (Paridae) családjába tartozó apró termetű, közismert és közkedvelt madárfaj, az európai régió egyetlen sárga-kék cinegefaja.

## Rendszerezése
A fajt Carl von Linné svéd természettudós írta le 1758-ban, a Parus nembe Parus caeruleus néven.

## Alfajai
- Parus caeruleus caeruleus (Linnaeus, 1758) – Európa nagy része az Urál északi részéig, Szicília, Észak-Törökország
- Parus caeruleus obscurus (Pražák, 1894) – Egyesült Királyság, Írország és a Csatorna-szigetek
- Parus caeruleus ogilastrae (Hartert, 1905) – Portugália, Spanyolország déli része, Korzika és Szardínia
- Parus caeruleus balearicus (von Jordans, 1913) –  Mallorca, Baleár-szigetek
- Parus caeruleus calamensis (Parrot, 1908) – Görögország déli része, a Kükládok, Kréta és Rodosz
- Parus caeruleus orientalis (Zarudny & Loudon, 1905) – Oroszország európai felének déli része
- Parus caeruleus satunini ( Zarudny, 1908) – Krím, a Kaukázus vidéke, Törökország keleti része és Északnyugat-Irán
- Parus caeruleus raddei (Zarudny, 1908) – Irán északi része

## Előfordulása
Gyakorlatilag az egész európai kontinens területén találkozhatunk vele, de Észak-Afrika mediterrán területein és a Közel-Kelet kevésbé száraz vidékein is megél. Egyedül a különösen hideg övezeteket kerüli, de az ember közelségéhez jól alkalmazkodott.

### Kárpát-medencei előfordulása
Magyarországon állandó, fészkelő faj. Télen északról jött példányok is telelnek itt. Az Északi-középhegységben, a Bakonyban, a Mecsekben és a Dél-Dunántúlon a legsűrűbb, és az Alföld délkeleti részén a legritkásabb.

## Megjelenése
Testhossza 11-12 centiméter, szárnyfesztávolsága 17-20, testtömege 9-13 gramm. A hím tollazatának színei intenzívebbek, míg a tojóé halványabbak.  A színpompás kis madár nevét kék fejtetőjéről és kékes szárny- és farokvégéről kapta. Csőre, torka, valamint fehér arcfoltjait közrefogó szem- és nyakszalagja fekete, hasa sárga, háta és szárnyai zöldes színűek. A számos alfaj közül az Észak-Afrikában és Kanári-szigeteken élők élénkebb színűek, de hátuk és fejtetejük sötétebb, míg a perzsa alfaj fakóbb színezetű. Az európai alfajoknál megfigyelhető fehér szárnyfoltok sokszor hiányozhatnak.
|  |  |

## Életmódja
A faj igen hasznos kis rovarpusztító, kedvelt táplálékát lepkehernyók, pókok, poloskalárvák, lószúnyogok, bársonylegyek képezik. Állandó madár, telente kényszerűségből magvakat fogyaszt; ilyenkor rendszeresen felkeresi a madáretetőket, akár más madárfajok társaságában is. Szűkös kínálat esetén kóborolhat is.
Énekhangja vidám trilla, egyébként sokféle hangadása közül a legismertebb a „tszí-tszí-tszí-tszit”.

## Szaporodása
A kék cinege szaporodása különféle természetes és mesterséges erdőkhöz kötődik, mivel fészkét faodvakban rendezi be. Gyakori vendég a kihelyezett fészekodvakban. Az elfoglalt odvakban gyökerekből és fűszálakból építi fel fiókái jövendő lakhelyét, amit mohával és szőrszálakkal puhán kibélel. Évente kétszer költ. A költés ideje április–július között van.
Egy fészekalj kb. 12 tojásból áll, amelyeken a szülők felváltva kotlanak két hétig. A kikelő csupasz és vak fiókák fészeklakók, de alig 18-22 napon belül kitollasodnak és kirepülnek. Addig gondos szüleik különféle ízeltlábúakkal, különös szeretettel lárvákkal táplálják őket.
|  |  |  |

## Természetvédelmi helyzete
Az elterjedési területe rendkívül nagy, egyedszáma ugyan csökken, de még nem éri el a kritikus szintet. A Természetvédelmi Világszövetség Vörös listáján nem fenyegetett fajként szerepel. SPEC értékelése 4-es (jó kilátású, zömmel európai faj). Magyarországon ennek ellenére védettséget élvez, természetvédelmi értéke 25 000 forint. Becslések szerint Magyarországon 220 000–295 000 fészkelő pár élhet és mérsékelt növekedést mutat.